# Falcons
|  | Per a altres significats, vegeu «falcó». |

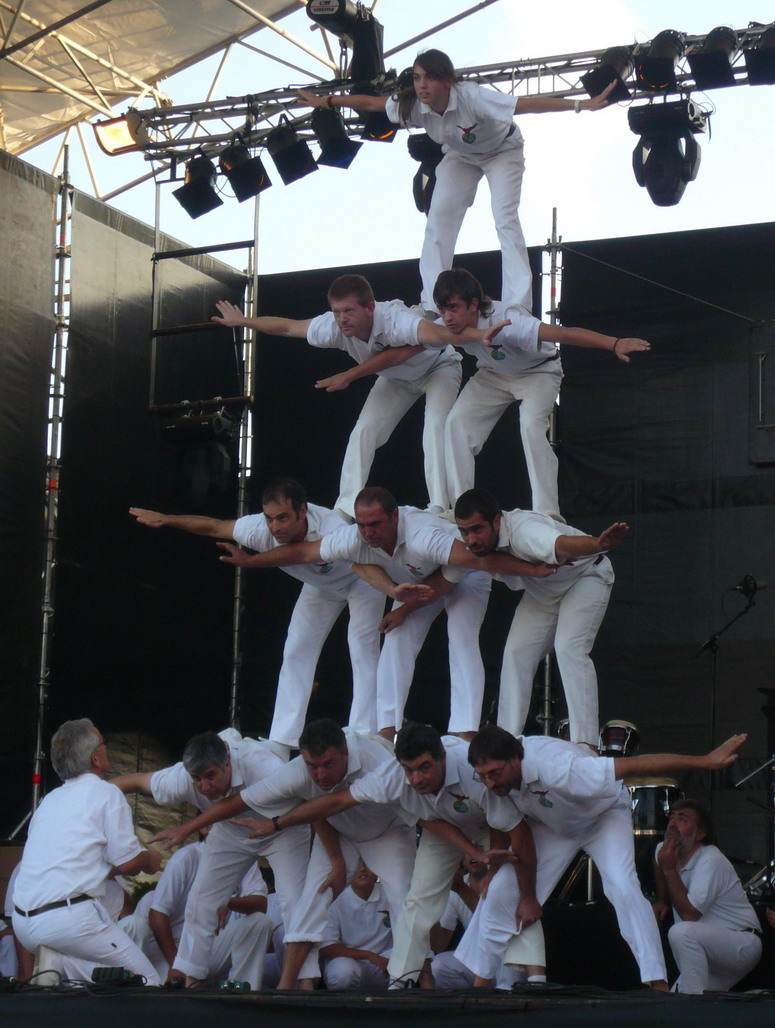
Piràmide de quatre dels Falcons de Llorenç del Penedès a les festes de la Mercè de Barcelona del 2007. Els Falcons de Llorenç són la colla més antiga existent i conserven alguns trets de les arrels gimnàstiques dels falcons que altres colles han modificat. Així, són l'única colla que actua sense faixa i amb sabatilles de gimnàstica.

Els falcons són una mena de torres humanes, una manifestació gimnàstica-esportiva-acrobàtica apareguda a Catalunya a inicis del segle xx, tenint com a referència els Sokol (falcó en txec), i que ha esdevingut tradicional al Penedès. En les seves actuacions els falconers fan construccions acrobàtiques, que recorden els castells, però amb més varietat de formes i amb menys participants, i també amb més varietat d'estils entre les diferents colles, si bé hi ha una part del repertori de figures comú a totes. Tot i que moltes construccions són de caràcter estàtic, l'aspecte dinàmic i coreogràfic hi té més importància que en els castells, així com l'efecte estètic buscat amb la composició de diferents figures simultànies.

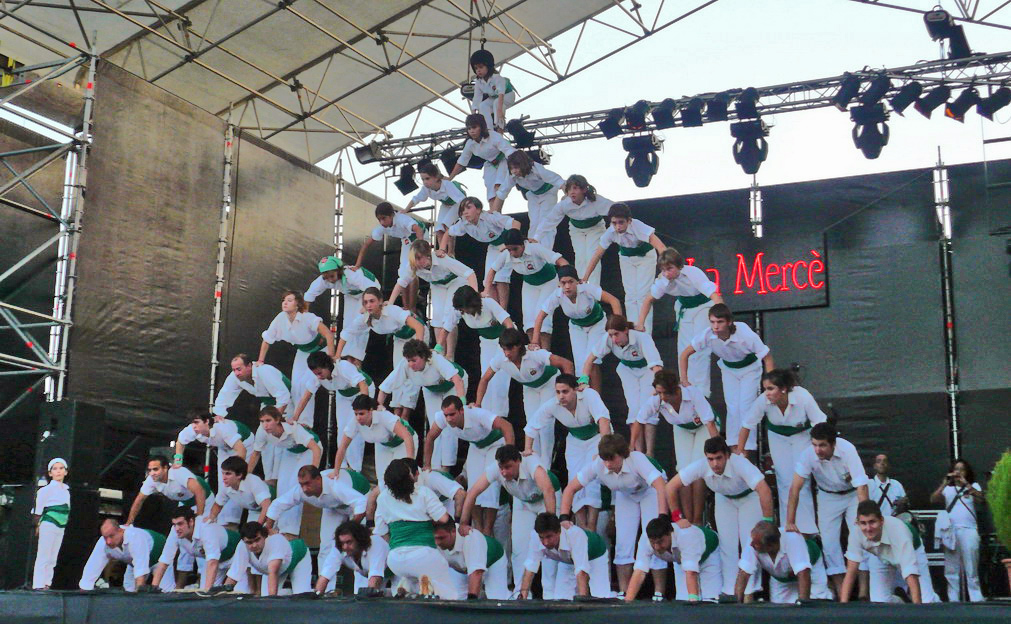
Escala de nou dels Falcons de Vilafranca

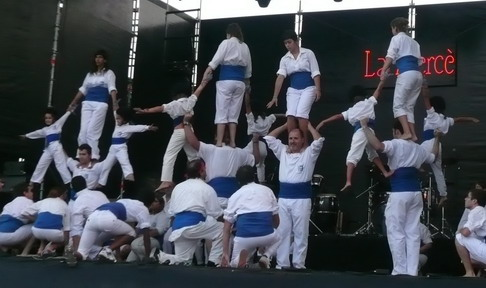
Molinets dels Falcons de Vilanova i la Geltrú

La pràctica dels Falcons ha anat variant lleugerament des dels seus inicis, prenent influències castelleres pel que fa a la indumentària, que consisteix en pantaló i camisa blanques, faixa i espardenyes, o l'acompanyament de les gralles (sovint amb el mateix repertori típic de l'instrument i que es toca a les cercaviles castelleres), i incorporant a les seves construccions algunes figures inspirades en castells (aquestes acompanyades del toc de castells), com per exemple els pilars.

## Colles
Actualment a Catalunya hi ha tretze colles falconeres:
- Falcons de Llorenç del Penedès (1942)
- Falcons de Vilafranca del Penedès (1959)
- Falcons de Vilanova i la Geltrú (1972)
- Falcons del País del Cava (1992)
- Falcons de Piera (1997)
- Falcons de Barcelona (2003)[2]
- Falcons de Castellcir (2004)
- Falcons de Malla (2008)
- Falcons del Riberal (2009)
- Falcons de Vallbona d'Anoia (2010)
- Falcons de Capellades (2012)[5][6]
- Falcons Vilanova d'Espoia (2013)[7]
- Falcons de la Salanca (2017)